# 高橋武生
高橋 武生（たかはし たけお、1935年（昭和10年）7月26日 - 2013年（平成25年）2月25日）は、日本の検察官。位階は正三位。
弁護士。福岡高等検察庁検事長、証券取引等監視委員会委員長を務めた。

## 来歴
1963年（昭和38年）検事任官。山形地検、横浜地検、東京地検各検事正等を経て、1997年（平成9年）福岡高検検事長。1998年（平成10年）に退官し、証券取引等監視委員会委員に就任。2001年（平成13年）に同委員長。
2007年（平成19年）に弁護士登録。2008年（平成20年）の春の叙勲で瑞宝重光章を受章。
2013年（平成25年）2月25日、急性心不全で死去。叙正三位。

## 略歴
- 1959年（昭和34年）3月 早稲田大学法学部卒業
- 1960年（昭和35年）10月 司法試験第二次試験合格
- 1961年（昭和36年）4月 司法修習生
- 1963年（昭和38年）4月8日 司法修習終了
- 1963年（昭和38年）4月9日 横浜地方検察庁検事
- 1964年（昭和39年）3月25日 福岡地方検察庁小倉支部検事
- 1967年（昭和42年）3月25日 東京地方検察庁検事
- 1969年（昭和44年）3月25日 秋田地方検察庁検事
- 1971年（昭和46年）3月25日 宇都宮地方検察庁検事
- 1974年（昭和49年）3月23日 東京地方検察庁検事
- 1976年（昭和51年）8月16日 福岡地方検察庁公安部長
- 1979年（昭和54年）3月26日 東京地方検察庁検事
- 1983年（昭和58年）12月2日 東京高等検察庁検事併任東京地方検察庁検事
- 1985年（昭和60年）4月8日 司法研修所教官
- 1989年（平成元年）4月5日 最高検察庁検事
- 1990年（平成2年）1月22日 山形地方検察庁検事正
- 1991年（平成3年）9月17日 東京地方検察庁次席検事
- 1993年（平成5年）4月26日 最高検察庁検事
- 1993年（平成5年）7月2日 東京高等検察庁次席検事
- 1993年（平成5年）12月1日 兼東京高等検察庁公安部長
- 1994年（平成6年）4月1日 免東京高等検察庁公安部長
- 1994年（平成6年）11月11日 横浜地方検察庁検事正
- 1995年（平成7年）9月29日 東京地方検察庁検事正
- 1997年（平成9年）2月26日 福岡高等検察庁検事長
- 1998年（平成10年）7月17日 依願免本官
- 1998年（平成10年）7月20日 証券取引等監視委員会委員
- 2001年（平成13年）7月20日 証券取引等監視委員会委員長
- 2004年（平成16年）7月20日 同再任
- 2007年（平成19年）9月1日 弁護士登録（第一東京弁護士会）
- 2008年（平成20年）4月29日 授瑞宝重光章